# Observationes Botanicae in Horto Dyckensi
Observationes Botanicae in Horto Dyckensi (abreviado Observ. Bot. Horto Dyck) es un libro con ilustraciones y descripciones botánicas que fue escrito  por el botánico y artista alemán Joseph de Salm-Reifferscheidt-Dyck. Fue publicado en Colonia en tres volúmenes en los años 1820-1822.

## Publicación
- Volumen n.º 1: 1820;
- Volumen n.º 2: 1821;
- Volumen n.º 3: 1822